# Paul Weber (Geistlicher)
Paul Weber (* 22. Dezember 1881 in Canth, Niederschlesien; † 10. Januar 1963 in Berlin) war ein römisch-katholischer Priester und Dompropst von St. Hedwig in Berlin.

## Leben
Paul Weber empfing nach dem Studium der Philosophie und Katholischen Theologie in Breslau am 23. Juni 1906 das Sakrament der Priesterweihe und war anschließend Kaplan an der Berliner Herz-Jesu-Kirche. Ab 1913 war er Seelsorger der Pfarrei Heilige Familie in Berlin-Prenzlauer Berg. 

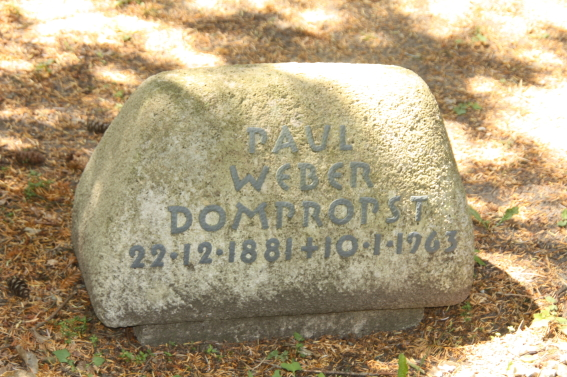
Grabstein auf dem Hedwigsfriedhof Berlin-Reinickendorf

Mit Wirkung vom 1. Januar 1931 wurde Weber in das Domkapitel der zur Kathedrale des neugegründeten Bistums Berlin erhobenen Hedwigskirche berufen. Gleichzeitig übernahm er als Ordinariatsrat das Schulreferat. Papst Pius XII. verlieh ihm am 29. April 1939 den Titel Päpstlicher Hausprälat. Am 18. November 1953 ernannte Bischof Wilhelm Weskamm Paul Weber zum Dompropst. Dieses Amt übte er bis zu seinem Tod aus.
Paul Webers Grab befindet sich auf dem Domfriedhof Sankt Hedwig in Berlin-Reinickendorf. Weber war Mitglied der katholischen Studentenverbindung KDStV Bavaria Berlin.